# Cosne-d’Allier
Cosne-d’Allier település Franciaországban, Allier megyében. Lakosainak száma 2013 fő (2022. január 1.). Cosne-d’Allier Louroux-Bourbonnais, Sauvagny, Tortezais, Venas és Vieure községekkel határos.

## Népesség
A település népességének változása:
| Lakosok száma | 2197 | 2454 | 2453 | 2209 | 2146 | 2050 | 2039 | 2034 | 2031 | 2013 |
|               | 1968 | 1982 | 1990 | 2006 | 2013 | 2015 | 2017 | 2019 | 2020 | 2022 |